# Hans Majestæt Kong Christian X's 40 Aars Garderjubilæum
Hans Majestæt Kong Christian X's 40 Aars Garderjubilæum er en dansk dokumentarisk optagelse fra 1929.

## Handling
Rosenborg Eksercerplads i København, 6. maj 1929.